# Zubčice
Zubčice (Duits: Subschitz) is een Tsjechische gemeente in de regio Zuid-Bohemen, en maakt deel uit van het district Český Krumlov.
Zubčice telt 381 inwoners (2006).
Zubčice was tot 1945 een plaats met een overwegend Duitstalige bevolking. Na de Tweede Wereldoorlog werd de Duitstalige bevolking verdreven.
Benešov nad Černou · Besednice · Bohdalovice · Brloh · Bujanov · Černá v Pošumaví · Český Krumlov · Dolní Dvořiště · Dolní Třebonín · Frymburk · Holubov · Horní Dvořiště · Horní Planá · Hořice na Šumavě · Chlumec · Chvalšiny · Kájov · Kaplice · Křemže · Lipno nad Vltavou · Loučovice · Malonty · Malšín · Mirkovice · Mojné · Netřebice · Nová Ves · Omlenice · Pohorská Ves · Polná na Šumavě · Přední Výtoň · Přídolí · Přísečná · Rožmberk nad Vltavou · Rožmitál na Šumavě · Soběnov · Srnín · Střítež · Světlík · Velešín · Větřní · Věžovatá Pláně · Vojenský újezd Boletice · Vyšší Brod · Zlatá Koruna · Zubčice · Zvíkov